# معبر ميلر
Miller's Crossing هو فيلم أمريكي صدر عام 1990 من إخراج جويل كوين .

## ملخص
خلال فترة حظر الكحول في الولايات المتحدة ، كان توم ريغان ( غابرييل بيرن ) الصديق المقرب لليو أوبانيون ( ألبرت فيني )، زعيم المافيا الأيرلندية .
في اليوم الذي يأتي فيه جوني كاسبر ، وهو بلطجي صغير سريع الغضب و معه السادي إيدي الدنماركي، ليشتكي من تصرفات بيرني بيرنباوم ، يمنعه ليو من الإنتقام منه لتفادي إشعال حرب العصابات .
في الواقع، يحمي ليو بيرني بسبب حبه لخطيبته فيرنا. فيرنا تخون ليو مع توم. في الوقت نفسه، يحاول جوني مرارًا وتكرارًا رشوة توم لحشده لقضيته، على الرغم من عداء الدنماركي.

## الورقة الفنية
- العنوان الأصلي والفرنسي : Miller's Crossing
- لقب كيبيك : جثة تحت القبعة
- تحقيق : جويل كوين وإيثان كوين (غير مذكور)
- سيناريو : جويل وإيثان كوين ، مستوحى من روايات داشيل هاميت (غير مذكورة)
- موسيقى : كارتر بورويل
- الترتيبات : فليتشر هندرسون (غير مذكور)
- التصوير الفوتوغرافي : باري سونينفيلد
- ها : سكيب ليفساي وفيليب ستوكتون
- حَشد :مايكل ر. ميلر
- ديكورات : دينيس غاسنر ونانسي هاي
- الأزياء : ريتشارد هورنونج
- إنتاج : إيثان كوين ، مارك سيلفرمان وجويل كوين (غير مذكور)
- شركات الإنتاج :سيركل فيلمز وتونتيث سينتشري فوكس
- شركة توزيع : شركة فوكس للقرن العشرين
- ميزانية : 14 000 000 $ (تقدير)
- بلد الإنتاج :  الولايات المتحدة
- اللغات الأصلية : الإنجليزية ، الإيطالية ، الأيرلندية ، اليديشية
- جنس : دراما ، إثارة ، تاريخي ، فيلم عصابات وفيلم نيو نوار [9]
- مدة : 115 دقيقة
- تواريخ الإصدار :
  - الولايات المتحدة :21
  - سويسري :15
  - فرنسا :27
- التصنيف:[10]
  - الولايات المتحدة : ر
  - فرنسا : ممنوع على الأطفال دون سن 12 سنة

## توزيع
- غابرييل بيرن (VF : إيمانويل جاكومي ) : توم ريغان
- مارسيا جاي هاردن (VF : إليزابيث مارغوني ) :فيرنا بيرنباوم
- جون تورتورو (VF : فينسنت فيوليت ) : بيرني بيرنباوم
- جون بوليتو (VF : ميشيل مودو ) :جوني كاسبر
- ج. هـ. فريمان (VF : بيير هاتيت ) :إيدي الدنماركي
- ألبرت فيني (VF : كلود جوزيف ) :ليو أوبانيون
- ستيف بوسيمي (VF : جوليان كرامر ) :مينك لاروي
- مايك ستار :فرانكي
- آل مانشيني (VF : جان كلود روب ) :تيك توك
- ريتشارد وودز (VF : ريموند بيليت ) :رئيس البلدية ديل ليفاندر
- توم تونر :أودول
- أوليك كروبا (VF : جان بول ريتشبين ) : تاد
- مايكل جيتر :أدولف
- جون ماكونيل :برايان، شرطي
- داني أييلو الثالث :ديلهانتي، شرطي
- مايكل بادالوكو :سائق كاسبر
- سام رايمي :القاتل الساخر قُتل بالرصاص بمدفع رشاش في الشارع
- فرانسيس ماكدورماند (VF : فيرونيك أوجيرو ) : سكرتير العمدة (غير مذكور)

## التميزات

### الجوائز
- مهرجان سان سيباستيان 1990 : جائزة سيلفر شيل لأفضل مخرج لجويل كوين [11]
- مهرجان يوباري الدولي للأفلام الرائعة :جائزة النقاد